# Magni Pétursson
Magni Blöndal Pétursson (19 marzo 1957) è un ex calciatore islandese, di ruolo centrocampista.

## Carriera

### Club
Pétursson giocò nel Valur dal 1976 al 1983 e dal 1985 al 1991. Nel 1984, infatti, fu in forza ai norvegesi del Nybergsund-Trysil. Nel 1992, militò nelle file dello Ægir, per poi passare il biennio seguente al Selfoss.

## Palmarès

### Club

#### Competizioni nazionali
- Campionato islandese: 4

Valur: 1978, 1980, 1985, 1987
- Coppa d'Islanda: 4

Valur: 1977, 1988, 1990, 1991